# Ксантиноксидаза
Ксантиноксидаза (ксантиноксидоредуктаза, КФ 1.17.3.2) — молибден-содержащая оксидоредуктаза, фермент, катализирующий окисление гипоксантина в ксантин и ксантина в мочевую кислоту:
- гипоксантин + O2 + H2O <-> ксантин + H2O2
- ксантин + O2 + H2O <-> мочевая кислота + H2O2

Ксантиноксидаза считается аномальным вариантом ксантиндегидрогеназы, который образуется в результате окисления или частичного протеолиза нормального фермента. При этом меняется его субстратная специфичность с НАДФ на кислород.

## Строение белка
Это высокомолекулярный димерный белок, молекулярная масса 270 кДа. Ксантиноксидаза содержит целый «зоопарк» кофакторов. Каждый мономер включает в себя 2 флавина в виде ФАД, 2 атома молибдена (Mo) в виде молибдено-птерина и 8 атомов железа в составе железо-серных кластеров [2Fe-2S].

## Продукты реакции
Ксантиноксидаза катаболизирует пурины до мочевой кислоты и в сопряжённой реакции восстанавливает кислород до супероксида (спонтанно дисмутирующий в пероксид водорода). Таким образом, в процессе реакции образуются реактивные формы кислорода, способные вызвать окислительный стресс. Например, при длительной ишемии ткани в них накапливаются продукты распада пуринов. В дальнейшем при реперфузии уровень кислорода восстанавливается и ксантиноксидаза продуцирует повышенное количество токсичных супероксида и пероксида водорода.

## Ксантиноксидаза в патологии
Нарушение пуринового обмена, приводящее к избыточному образованию мочевой кислоты, вызывает подагру. Лечение как правило заключается в ингибировании ксантиноксидазы (и ксантиндегидрогеназы), чтобы снизить образование мочевой кислоты. Для этого применяют аллопуринол, неокисляемый аналог гипоксантина (оксипуринол является другим ингибитором фермента).
Ксантинурия (появление ксантина в моче), вызванное недостаточностью ксантиноксидазы, — редкое наследственное заболевание. Может приводить к почечной недостаточности.
Кроме этого активность ксантиноксидазы в крови используется как показатель распада клеток печени, так как этот фермент является внутриклеточным и никогда не появляется в крови в нормальных условиях.

## Ингибиторы
Ингибиторами ксантиноксидазы являются аналоги пурина аллопуринол (неселективный), фебуксостат (селективный) и оксипуринол и фитиновая кислота.